# Hyères
Hyères (okcitansko/provansalsko Ieras / Iero), tudi Hyères-les-Palmiers, je letoviško mesto in občina v jugovzhodnem francoskem departmaju Var regije Provansa-Alpe-Azurna obala. Mesto ima 55.000 prebivalcev.
V Hyèresu je leta 1887 francoski pisatelj in pesnik Stéphen Liégeard iznašel izraz za Azurno obalo - Côte d'Azur.

## Geografija
Kraj leži ob izlivu reke Gapeau v Sredozemsko morje, 15 km vzhodno od Toulona. V občini se nahaja polotok Giens, vanjo so vključeni tudi otoki Îles d'Hyères. Nahaja se na najjužnejši točki Provanse. Letališče Toulon-Hyères se nahaja 4 km jugovzhodno od središča mesta.

## Administracija
Hyères je sedež dveh kantonov:
- Kanton Hyères-Vzhod (del občine Hyères: 26.424 prebivalcev),
- Kanton Hyères-Zahod (del občine Hyères: 24.365 prebivalcev).

Majhen severni del občine se nahaja v kantonu la Crau. Vsi trije kantoni so sestavni deli okrožja Toulon.

## Zgodovina
Helenistično mesto Olbia je bilo ustanovljeno na ozemlju nekdaj feničanskega mesta iz 4. stoletja pred našim štetjem, omenjeno v Strabonovi Geografiji kot utrjeno mesto Massiliotov.
Prva omemba Hyèresa izvira iz leta 964. Prvotna posest marseillskih viskontov je kasneje prešla v roke Karla Anžujskega (1226-1285), kralja dveh Sicilij. Tukaj je leta 1254 pristal po povratku s križarske vojne francoski kralj Ludvik IX.
Med drugo svetovno vojno, avgusta 1944, je bila obala Hyèresa del invazijskega načrta - Operacije Dragoon, v kateri so združene ameriško-kanadske pomorske sile s pomočjo francoskih pomorskih sil zasedle Hyèreške otoke in zajele večino nemških vojakov.

## Zanimivosti
- arheološko najdišče Olbia,
- Kolegial sv. Pavla, francoski zgodovinski spomenik (1992),
- grad Château Saint-Bernard
- kapela sv. Blaža - Tour des Templiers,
- vrt Olbius-Riquier,
- Villa Noailles, zgrajena 1923, danes gosti vsakoletni mednarodni festival mode in fotografije.
- Osrednji trg v Hyèresu

## Pobratena mesta
- Koekelberg (Belgija),
- Rottweill (Nemčija).